# Gassenhauptmann
Als Gassenhauptmann bezeichnete man in früheren Jahrhunderten einen städtischen Bezirksvorsteher. Dieser hatte, vor allem bei in früheren Zeiten noch häufiger vorkommenden Bränden, in seinem Bezirk für Ruhe und Ordnung zu sorgen. Weiterhin gehörte es zu seinen Aufgaben, Bürger, die sich Anordnungen widersetzten und Straftäter, insbesondere Brandstifter anzuzeigen. Brandstifter wurden vom Gassenhauptmann unmittelbar beim damals existierenden Feueramt der jeweiligen Stadt angezeigt.